# داود زلاطيمو
داود زلاطيمو (1906-2001) فنان تشكيلي فلسطيني، ولد في مدينة القدس، ودرس في مدارسها، ثم في كلية العلوم وأكمل دراسته في بريطانيا، حيث التحق بدورات مختلفة في الفن، حصل على شهادات في الرسم بما في ذلك الرسم بالزيت، وفي أشغال المعدن، والجلد، والخشب. عرف عن زلاطيمو كرمه، إذ أهدى الكثير من لوحاته للأصدقاء والأقارب، وقد ضاع عدد من أعماله في أعقاب معرض في اللد، عندما استولت القوات الصهيونية على المدينة. عمل مدرساً للفنون في خان يونس بغزة، ثم في اللد حتى عام 1948، ثم أصبح مسؤولاً عن المناهج الفنية في وزارة التربية والتعليم الأردنية. ومستشاراً فنياً في منظمة اليونسكو في ليبيا عام 1958. أقام الفنان معارض في القدس واللد، وعرض بعض من أعماله في معرض الفن التشكيلي ( القدس أبجدية الألوان).

## أسلوبه الفني
رسم زلاطيمو مواضيع مختلفة بما في ذلك المناظر الطبيعية كان يرسمها بصورتها الحية في مكانها، والأشخاص والوجوه، ومواضيع دينية. وكان مغرماً برسم السكيتشات. استخدم الألوان الزيتية، والمائية، والطباشرية، متبعاً الأسلوب الأكاديمي الكلاسيكي في لوحاته.

## إهتمامه بالشخصيات الإسلامية
أولى اهتماماً خاصاً للشخصيات الإسلامية فصور لوحات زيتية إستلهمها من التاريخ والسير منها:
- الزباء ملكة تدمر.
- خالد بن الوليد.
- طارق بن زياد.
- صلاح الدين الأيوبي.
- حصار غرناطة.

- الرازي في مختبره.